# 184096 Kazlauskas
184096 Kazlauskas è un asteroide della fascia principale. Scoperto nel 2004, presenta un'orbita caratterizzata da un semiasse maggiore pari a 2,6176202 UA e da un'eccentricità di 0,0684408, inclinata di 10,38015° rispetto all'eclittica.